# Как продать президента
Как продать президента 1968 (англ. The Selling of the President 1968) — книга американского писателя Джо Макгинниса в жанре документальной прозы вышедшая в 1969 году, повествующая об избирательных приёмах, который использовались штабом Ричарда Никсона во время президентских выборов в США в 1968 году.

## История
По признанию самого Макгиннеса мысль написать эту книгу пришла к нему по счастливой случайности когда ехал в поезде в Нью-Йорк и один из попутчиков превозносил кандидата от Демократической партии Хьюберта Хамфри и самодовольно заявлял, что «спустя шесть недель мы увидим, что он лучше Авраама Линкольна». В дальнейшем Макгиннес сперва пытался принять участие в избирательной кампании на стороне Хамфри, но получил отказ, и тогда он обратился в штаб Никсона, где его встретили радушнее.
Успех пришёл к Макгиннесу в 26 лет, когда его книга попала в список бестселлеров газеты The New York Times продержавшись 31 неделю с октября 1969 по май 1970 года.
В 1972 году на основе книги был создан короткий бродвейский мюзикл.

## Оценки
Книга была достаточно благожелательно встречена критиками и общественностью. Обозреватель Salon.com Крэйг Фехрман отмечал, что она «продержалась более шести недель в списке бестселлеров, и Макгиннес продал множество экземпляров благодаря телевидению, будучи гостем на известных шоу Мерва Гриффина, Дэвида Фроста, Дика Кэвитта и др.» Кроме того он указал на то, что это «классический отчёт о кампании, который впервые погрузил многих читателей в сценический мир политического театра». В свою очередь консервативный писатель и журналист Уильям Фрэнк Баркли предположил, что Макгиннес сделал ставку на «ловкий обман, который вселил радость и надежду ненавистникам Никсона». Газета The Washington Post назвала книгу «классикой политической журналистики» Глава телеканала Fox News Роджер Айлз, работавший консультантом в предвыборном штабе Никсона, отметил, что Макгиннис «в 1968 году навсегда изменил политическое письмо»
Американист О. А. Феофанов цитирует данную книгу в документальном и научно-популярном фильме «На прицеле ваш мозг» в качестве примера того, как на президентских выборах в США применяются политические технологии.

## Издания
- The Selling of the President 1968. — New York: Trident Press (Simon & Schuster), 1969. — 253 p. ISBN 0-671-27043-5
- The Selling of the President 1968. — New York: PocketBooks (Simon & Schuster), 1970. ISBN 671-78036-0 (№ 77-92157 в Библиотеке Конгресса США)
- The Selling of the President. — New York: Penguin Books, 1988. — 272 p. ISBN 0-14-011240-5 (переиздание с новым вступлением автора)

### Переводы на русский язык
- Как продать президента (отрывок) // Вулф Т. Новая журналистика и Антология новой журналистики. — СПб.: Амфора, 2008. — 576 с. — (Амфора 21). — ISBN 978-5-367-00578-3, ISBN 0-330-24315-2.